# Jingle Ball Tour 2014
El Jingle Ball Tour 2014 fue una gira de conciertos de vacaciones que comenzó el 5 de diciembre de 2014 en Los Ángeles en el Staples Center, y terminó el 22 de diciembre de 2014 en Tampa en el Amalie Arena (formerly known as Tampa Bay Times Forum).

## Artistas
- Iggy Azalea
- 5 Seconds of Summer
- Jason Derulo[9][10]
- Fall Out Boy[10]
- Becky G
- Ariana Grande[11]
- Calvin Harris
- Jessie J
- Jeremih
- Nick Jonas[10]
- Kiesza
- Mary Lambert
- Lil Jon
- Demi Lovato
- MAGIC![10]
- Maroon 5
- Shawn Mendes[12]
- Jake Miller[13]
- Nico & Vinz
- OneRepublic
- Rita Ora
- Rixton
- Sam Smith
- Taylor Swift[11][14]
- T.I.
- Meghan Trainor[10][15]
- Pharrell
- Charli XCX

## Fecha de los Shows
| Fecha                   | Ciudad           | País                      | Lugar                 | Estación      | Entradas vendidas | Recaudación  |
| Norteamérica            | Norteamérica     | Norteamérica              | Norteamérica          | Norteamérica  | Norteamérica      | Norteamérica |
| ----------------------- | ---------------- | ------------------------- | --------------------- | ------------- | ----------------- | ------------ |
| 5 de diciembre de 2014  | Los Ángeles      | Bandera de Estados Unidos | Staples Center        | KIIS-FM       | 16,729            | $1,646,045   |
| Europa                  |                  |                           |                       |               |                   |              |
| 6 de diciembre de 2014  | London           | Bandera del Reino Unido   | The O2 Arena          | Capital       | 26,625            | $2,840,560   |
| 7 de diciembre de 2014  | London           | Bandera del Reino Unido   | The O2 Arena          | Capital       | 26,625            | $2,840,560   |
| Norteamérica            |                  |                           |                       |               |                   |              |
| 8 de diciembre de 2014  | St. Paul         | Bandera de Estados Unidos | Xcel Energy Center    | 101.3 KDWB    | —                 | —            |
| 10 de diciembre de 2014 | Philadelphia     | Bandera de Estados Unidos | Wells Fargo Center    | Q102          | 16,245            | $1,194,477   |
| 12 de diciembre de 2014 | New York City    | Bandera de Estados Unidos | Madison Square Garden | Z100          | 17,486            | $2,563,360   |
| 14 de diciembre de 2014 | Boston           | Bandera de Estados Unidos | TD Garden             | Kiss 108      | —                 | —            |
| 15 de diciembre de 2014 | Washington D. C. | Bandera de Estados Unidos | Verizon Center        | WIHT          | 15,851            | $1,425,570   |
| 18 de diciembre de 2014 | Rosemont         | Bandera de Estados Unidos | Allstate Arena        | 103.5 KISS FM | —                 | —            |
| 19 de diciembre de 2014 | Duluth           | Bandera de Estados Unidos | Gwinnett Center       | Power 96.1    | —                 | —            |
| 21 de diciembre de 2014 | Sunrise          | Bandera de Estados Unidos | BB&T Center           | Y100          | —                 | —            |
| 22 de diciembre de 2014 | Tampa            | Bandera de Estados Unidos | Amalie Arena          | 93.3 FLZ      | —                 | —            |
| Total                   | Total            | Total                     | Total                 | Total         | 92,936 / 92,936   | $9,670,012   |